# Eugenio Alabiso
Eugenio Alabiso, parfois Eugene Ballaby, né le 30 juillet 1937 à Rome, est un monteur italien.

## Filmographie partielle
- 1965 : Et pour quelques dollars de plus de Sergio Leone
- 1966 : Le Bon, la Brute et le Truand de Sergio Leone
- 1966 : Jerry Land, chasseur d'espions (Anónima de asesinos) de Juan de Orduña
- 1967 : Flashman contre les hommes invisibles de Mino Loy
- 1967 : Il était une fois en Arizona ou Le Dernier Face à face de Sergio Sollima
- 1967 : Le Jour de la haine (Per 100.000 dollari t'ammazzo) de Giovanni Fago
- 1967 : Les Chiens verts du désert (Attentato ai tre grandi) d'Umberto Lenzi
- 1968 : El mercenario de Sergio Corbucci
- 1968 : El Che Guevara de Paolo Heusch
- 1968 : Les Amours de Lady Hamilton de Christian-Jaque
- 1968 : Django, prépare ton cercueil ! ou Trinita, prépare ton cercueil de Ferdinando Baldi
- 1968 : Clayton l'Implacable (Lo voglio morto) de Paolo Bianchini
- 1968 : L'Adorable Corps de Deborah (Il dolce corpo di Deborah) de Romolo Guerrieri
- 1968 : Los machos (Uno di più all'inferno) de Giovanni Fago
- 1969 : Le Dernier des salauds de Ferdinando Baldi
- 1969 : Si douces, si perverses d'Umberto Lenzi
- 1969 : Sept Hommes pour Tobrouk (La battaglia del deserto), de Mino Loy
- 1970 : Vierges pour Satana (Una spada per Brando) d'Alfio Caltabiano
- 1970 : Compañeros de Sergio Corbucci
- 1970 : Ni Sabata, ni Trinità, moi c'est Sartana (La diligencia de los condenados) de Juan Bosch Palau
- 1971 : La Queue du scorpion de Sergio Martino
- 1971 : L'Étrange Vice de madame Wardh (Lo strano vizio della Signora Wardh) de Sergio Martino
- 1971 : Meurtre par intérim d'Umberto Lenzi
- 1971 : Journée noire pour un bélier de Luigi Bazzoni
- 1972 :  Toutes les couleurs du vice de Sergio Martino
- 1972 : Boccace raconte de Bruno Corbucci
- 1972 : Au pays de l'exorcisme d'Umberto Lenzi
- 1972 : Et maintenant, on l'appelle El Magnifico d'E.B. Clucher
- 1972 : Mais qu'est-ce que je viens foutre au milieu de cette révolution ? de Sergio Corbucci
- 1973 : Rue de la violence (Milano trema: la polizia vuole giustizia) de Sergio Martino
- 1973 : Torso de Sergio Martino
- 1973 : Les anges mangent aussi des fayots d'E. B. Clucher
- 1974 : Spasmo d'Umberto Lenzi
- 1975 : Le Blanc, le Jaune et le Noir de Sergio Corbucci
- 1975 : L'Accusé (La Polizia accusa : il servizio segreto uccide) de Sergio Martino
- 1975 : Le Parfum du diable (La Città gioca d'azzardo) de Sergio Martino
- 1976 : La Grande Bagarre de Pasquale Festa Campanile
- 1976 : Les Sorciers de l'île aux singes (Safari Express) de Duccio Tessari
- 1976 : Carioca tigre de Giuliano Carnimeo
- 1977 : Deux Super-flics d'Enzo Barboni
- 1977 : Mannaja, l'homme à la hache (Mannaja) de Sergio Martino
- 1977 : Le Cynique, l'Infâme et le Violent (Il cinico, l'infame, il violento) d'Umberto Lenzi
- 1978 : La Montagne du dieu cannibale de Sergio Martino
- 1978 : Pair et Impair de Sergio Corbucci
- 1979 : Corléone à Brooklyn d'Umberto Lenzi
- 1979 : Le Grand Alligator de Sergio Martino
- 1979 : Le Continent des hommes-poissons de Sergio Martino
- 1979 : Le Shérif et les Extra-terrestres de Michele Lupo
- 1980 : La Secte des cannibales d'Umberto Lenzi
- 1980 : Un drôle de flic de Sergio Corbucci
- 1980 : Sucre, Miel et Piment de Sergio Martino
- 1981 : Faut pas pousser de Michele Lupo
- 1981 : Spaghetti a mezzanotte de Sergio Martino
- 1981 : On m'appelle Malabar de Michele Lupo
- 1982 : Crime au cimetière étrusque (Assassinio al cimitero etrusco) de Sergio Martino
- 1982 : Capitaine Malabar dit La Bombe de Michele Lupo
- 1983 : 2019 après la chute de New York de Sergio Martino
- 1987 : Les Barbarians de  Ruggero Deodato
- 1988 : Uppercut Man (Qualcuno pagherà) de Sergio Martino
- 1991 : Lucky Luke de Terence Hill
- 1992 : Un ours nommé Arthur (Un orso chiamato Arturo) de Sergio Martino
- 1993 : Désir meurtrier de Sergio Martino
- 1994 : Petit Papa Baston de Terence Hill